# Daron Malakian and Scars on Broadway
Pour les articles homonymes, voir Scar, SOB et Broadway (homonymie).
Daron Malakian and Scars on Broadway,,, anciennement Scars on Broadway (ou SOB), est un groupe de rock américain, originaire de Los Angeles, en Californie. Avant leur séparation, le groupe est formé par le guitariste et chanteur Daron Malakian, ensuite rejoint par le batteur John Dolmayan. Après une mise en veille en 2008, le groupe revient comme projet solo de Daron Malakian en 2018 avec l'annonce d'un nouvel album, Dictator. Leur troisième album, Addicted to the Violence, est sorti le 18 juillet 2025.

## Biographie

### Initiation du groupe et démo (2003)

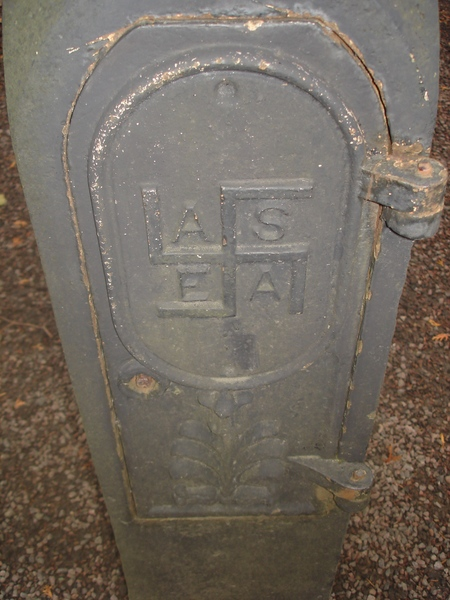
Bas de révérbère de la Broadway Street, à Glendale ville où a vécu Daron Malakian durant sa jeunesse portant une svastika, le scar de Broadway à l'origine du nom donné au groupe.

En 2003, en marge des réalisations de System of a Down, Daron Malakian lance un projet solo baptisé Scars on Broadway,,,. Le nom donné au nouveau groupe, également appelé simplement « Scars » ou par le sigle « SOB », trouve son origine dans la jeunesse de Malakian, lorsque le guitariste, après avoir vécu son enfance à Hollywood, est venu s'installer avec sa famille à Glendale, dans le comté de Los Angeles, en Californie,. Dans l'une des rues de Glendale, la Broadway Street, les lampadaires, érigés dans les années 1920,, portent sur le bas de leurs colonnes des svastikas. Ces symboles visibles sur les réverbères de la ville américaine, qui font référence à des motifs grecs et Navajos, Malakian les désigne plus tard, alors qu'il se rend à un match de hockey, avant de former son groupe, par « swatiskas on Broadway » et les compare à des cicatrices (« scars »),. L'idée de baptiser son groupe « Scars on Broadway » lui est venu peu de temps après.
Pour monter le groupe, le guitariste réunit alors autour de lui Casey Chaos, pour les voix, Zach Hill (en), pour la batterie, Greg Kelso, pour la guitare rythmique,,, et Shavo Odadjian,,.
En studio d'enregistrement, les cinq musiciens réalisent une démo intitulée Ghetto Blaster Rehearsals (es),,. Après la réalisation de la démo, le projet de Malakian est mis entre parenthèses durant quelques années,.

### Album éponyme (2005–2008)

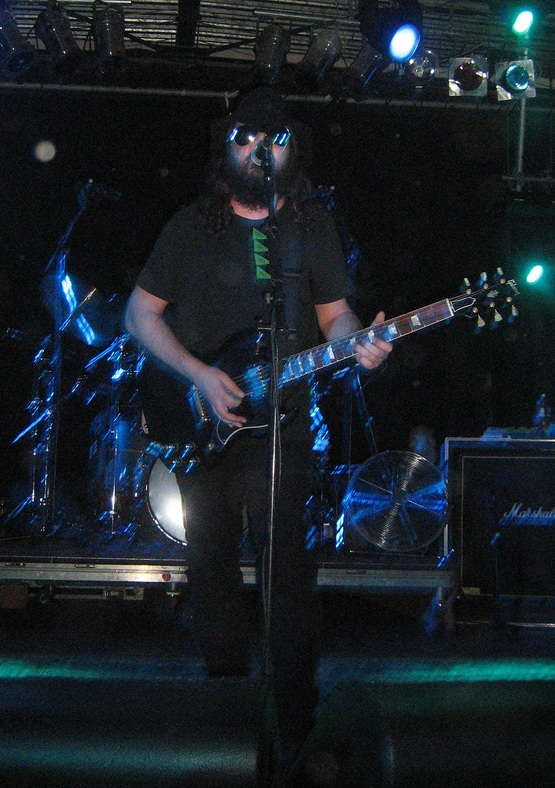
Daron Malakian, fondateur du groupe, en 2008.

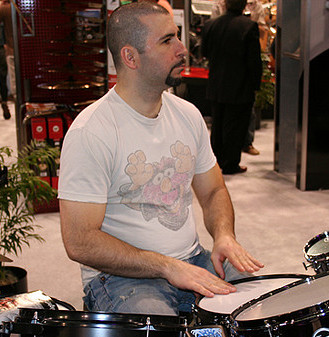
John Dolmayan rejoint le projet de groupe de Malakian en 2005.

Le groupe Scars on Broadway prend forme, se structure et est réactivé en 2005 avec l'association de Daron Malakian et du batteur John Dolmayan, après que System of a Down a décidé de faire une pause une fois leurs albums Mezmerize et Hypnotize publiés,,,,. Les deux membres de SOAD se lancent dans la composition en 2007.
Le 28 mars 2008, ils postent leur première chanson They Say en téléchargement gratuit sur le site officiel du groupe, avant d'être retirée quelques mois plus tard. Avec plusieurs dates de tournée en attente, le groupe est rejoint par d'autres membres ; Franky Perez à la guitare et au chant, Dominic Cifarelli à la basse, et Danny Shamoun au clavier et aux percussions. Scars on Broadway joue leur premier show en live le 11 avril 2008 au Whisky A Go Go de Los Angeles, en Californie. Ils jouent également avec Metallica au KFMA Day 2008 de Tucson, dans l'Arizona. Le 22 janvier 2008, Scars on Broadway est annoncé pour le Coachella Valley Music and Arts Festival le 26 avril 2008, et à la seizième édition du Weenie Roast annuel pour mai 2008.
Le 8 juillet 2008, la chanson Chemicals est mise en ligne sur le Myspace et le site officiel du groupe. Le même mois, ils jouent à l'Underworld de Camden, à Londres au Royaume-Uni. Leur premier album homonyme, Scars on Broadway, est ensuite publié le 29 juillet 2008,, et bien accueilli par l'ensemble de la presse spécialisée avec une note moyenne de 73 sur 100 sur Metacritic,,,. À part la batterie, enregistrée par Dolmayan, tous les instruments de l'album sont enregistrés par Malakian. Les autres membres du groupe ne sont présents que sur les concerts et les clips. Ils participent au Rock en Seine de Paris, en France, le 29 août 2008 et à La Maroquinerie en juillet 2008.

### Pauses et retours (2008–2013)
À la fin 2008, Malakian annonce que l'apparition du groupe au Jimmy Kimmel Live! sera annulée. Des interviews avec Cifarelli et Dolmayan confirment la fin du groupe,. En mai 2009, le batteur explique concernant une éventuelle reformation du groupe que : « Je n'en suis pas sûr, mais ça me manque. » En 2009, le groupe se forme de nouveau.
Le 2 mai 2010, Scars on Broadway, cette fois au complet, joue à guichet fermé au Troubadour de West Hollywood. Le groupe de metal progressif commence le concert par un nouveau morceau, Talkin' Shit. Lors du concert au Troubadour le bassiste de SOAD Shavo Odadjian vient accompagner les musiciens de Scars on Broadway à la basse sur deux chansons : Cute Machines et They Say. En juin 2010, ils publient gratuitement un nouveau single intitulé Fucking.
Début 2012, un court clip audio d'une nouvelle chanson, Guns Are Loaded, est mis en ligne et dévoilé,. Le nouveau morceau fera partie d'un second album du groupe dont la réalisation devrait être effectuée durant l'été 2012,. Le 16 août, John Dolmayan, dans une interview accordée à PureGrainAudio.com, annonce son départ du groupe,,. Lors de cet entretien, le batteur annonce également que Daron Malakian est en train de travailler à l'écriture et à l'enregistrement du nouvel album. Le 22 septembre les Scars on Broadway, aux côtés des Deftones, commencent la tournée de leur second album au Festival Epicenter à Irvine, en Californie,. Il s'agit du premier spectacle avec le nouveau batteurJules Pampena,. Mise à part l'absence de batteur original John Dolmayan, Franky Perez, choriste et guitariste rythmique n'est pas réapparu avec le reste du groupe,. Perez confirme sur son compte Facebook ne plus faire partie du groupe. Bien qu'il fût annoncé qu'un album sortirait au début de l'année 2013, aucune information n'a été donnée depuis.

### Dictator(depuis 2018)
Le 16 avril 2018, Daron Malakian annonce via réseaux sociaux que leur premier single/vidéo intitulé Lives du second album sortirait le 23 avril,,. La vidéo officielle de la chanson Lives étant sortie, il révèle également la date de sortie du deuxième album du groupe, intitulé Dictator, pour le 20 juillet 2018,. Malakian déclare que l'album était prêt depuis 2012. Il déclare ainsi dans une interview avec Rolling Stone, qu'il entrerait en studio, quatre mois après la sortie de l'album Dictator, (à la suite d'une tournée avec System of a Down) pour y enregistrer un troisième album,.
Concernant le groupe, il est rebaptisé Daron Malakian and Scars on Broadway,,. Daron ayant posté sur Instagram des nouvelles, en répondant à un fan par rapport changement de nom : « Personne n'a démissionné. Quand j'ai commencé Scars, j'ai toujours dit que ce serait différent d'un album à l'autre. Cela dépend du type de direction que je veux prendre. Différents musiciens travaillent pour différents styles. C'est en partie pourquoi j'ai ajouté mon nom devant le groupe » (« Nobody quit. When I first started Scars, I always said that it would be different line-ups from album to album. Depends on the type of direction I want to take. Different musicians work for different styles. That is partly why I added my name in front of the band’s »). C'est un projet personnel et Daron tient à enregistrer tous les instruments lui-même, guitare, basse, batterie.

## Membres

### Membres actuels
- Daron Malakian — chant, guitare, basse, clavier, batterie, percussions, orgue, mellotron (2003, 2006–2008, 2010–2013, depuis 2018)

### Anciens membres
- Dominic Cifarelli — basse (2008–2013)
- John Dolmayan — batterie, percussions (2006–2009 ; 2012–2013)
- Jules Pampena — batterie, percussions (2012–2013)
- Franky Perez — guitare rythmique (2008–2009, 2010–2012), chant (2009)
- Danny Shamoun — clavier, percussions (tournée ; 2008–2013)

## Discographie

### Album studio
| Année | Album | Meilleur classement par pays | Meilleur classement par pays | Meilleur classement par pays | Meilleur classement par pays | Meilleur classement par pays | Meilleur classement par pays | Meilleur classement par pays | Meilleur classement par pays | Meilleur classement par pays | Meilleur classement par pays | Meilleur classement par pays |
| Année | Album | US                           | AUS                          | CAN                          | FIN                          | FRA                          | GER                          | NLD                          | NZL                          | SWE                          | SWI                          | UK                           |
| ----- | --- | ---------------------------- | ---------------------------- | ---------------------------- | ---------------------------- | ---------------------------- | ---------------------------- | ---------------------------- | ---------------------------- | ---------------------------- | ---------------------------- | ---------------------------- |
| 2008  | Scars on Broadway - Sortie : 29 juillet 2008 - Label : Interscope - Format : CD, CD/DVD, LP, digital download      | 17                           | 43                           | 11                           | 14                           | 88                           | 23                           | 83                           | 54                           | 26                           | 58                           | 41                           |
| 2018  | Dictator - Sortie : 20 juillet 2018 - Label : Scarred for Life - Format : CD, LP, digital download                 | —                            | —                            | —                            | —                            | —                            | —                            | —                            | —                            | —                            | 54                           | —                            |
| 2025  | Addicted to the Violence - Sortie : 18 juillet 2025 - Label : Scarred for Life - Format : CD, LP, digital download | —                            | —                            | —                            | —                            | —                            | —                            | —                            | —                            | —                            | —                            | —                            |

### Démo
- 2003 : Ghetto Blaster Rehearsals

### Singles
| Année | Titre             | Meilleure position[réf. nécessaire] | Meilleure position[réf. nécessaire] | Meilleure position[réf. nécessaire] | Meilleure position[réf. nécessaire] | Meilleure position[réf. nécessaire] | Meilleure position[réf. nécessaire] | Meilleure position[réf. nécessaire] | Album                    |
| Année | Titre             | U.S.                                | U.S. Mod                            | U.S. Main                           | UK                                  | UK Rock                             | CAN                                 | CAN Rock                            | Album                    |
| ----- | ----------------- | ----------------------------------- | ----------------------------------- | ----------------------------------- | ----------------------------------- | ----------------------------------- | ----------------------------------- | ----------------------------------- | ------------------------ |
| 2008  | They Say          | —                                   | 15                                  | 25                                  | —                                   | 4                                   | —                                   | 42                                  | Scars on Broadway        |
| 2008  | World Long Gone   | —                                   | —                                   | —                                   | —                                   | —                                   | —                                   | —                                   | Scars on Broadway        |
| 2010  | Fucking           | —                                   | —                                   | —                                   | —                                   | —                                   | —                                   | —                                   | /                        |
| 2018  | Lives             | —                                   | —                                   | —                                   | —                                   | —                                   | —                                   | —                                   | Dictator                 |
| 2025  | Killing Spree     | —                                   | —                                   | —                                   | —                                   | —                                   | —                                   | —                                   | Addicted to the Violence |
| 2025  | Destroy The Power | —                                   | —                                   | —                                   | —                                   | —                                   | —                                   | —                                   | Addicted to the Violence |

## Clips vidéo
- 2008 : They Say
- 2008 : World Long Gone
- 2018 : Lives
- 2025 : Killing Spree